# Isidoro Tohá
Isidoro Tohá González (Chillán, Región del Biobío, Chile, 24 de enero de 1929 - Santiago, Región Metropolitana de Santiago, Chile, 16 de junio de 2007) fue un médico y político chileno.

## Biografía
Sus estudios primarios los realizó en el Colegio Seminario, y los secundarios, en el Liceo de Hombres Narciso Tondreau de su ciudad natal. Finalizada la etapa escolar, ingresó a la Facultad de Medicina de la Universidad de Chile, donde se tituló de médico cirujano. 
Desarrolló su profesión en hospitales y consultorios de su ciudad natal hasta 1973, año en que fue exonerado bajo el régimen militar, motivo por el cual ejerció libremente su carrera. Conocido como uno de los gestores de la Fundación de Arda, asociación que se dedica a rehabilitar alcohólicos, fundó además la Liga contra la Epilepsia.
Isidoro Tohá, además de ser conocido como médico, destacó en el ámbito político ya que fue integrante del Partido Socialista desde sus años universitarios, lo que lo llevaron a ser entre los años 1970 y 1973 regidor de la Municipalidad de Chillán. 
Durante el gobierno militar fue preso político y una vez liberado se dedicó y trabajó activamente por la defensa de los derechos humanos, alcanzando la presidencia de la Comisión Chilena de Derechos Humanos de Ñuble. Más tarde, trabajó como Coordinador de la Campaña por el "NO" en su región.
Fue también reconocido por su participación activa en la reconstrucción del Partido Socialista de Chile en la década del 80, con lo que debió asumir no sólo responsabilidades de dirección política al interior de su partido, sino que también en distintos referentes políticos como el Movimiento Democrático Popular y la Izquierda Unida, desde donde ejerció el cargo de Presidente Regional del PS hasta fines de 1989. Más adelante, se integró al Partido Amplio de Izquierda Socialista (PAIS), ocupando también el puesto de presidente regional.
En el ámbito gremial participó como presidente de la Sociedad Médica de Ñuble y como consejero del Colegio Médico de la Región del BioBío. 
Asimismo, se desarrolló en la docencia, siendo profesor de la Facultad de Medicina de la Universidad de Concepción. 
En diciembre de 1989 fue elegido diputado por la VIII Región en el Distrito N.° 41 que integra a Chillán, Coihueco, Pinto, San Ignacio, El Carmen, Pemuco y Yungay. Esta diputación la ejerció durante 1990 a 1994, periodo en el cual presidió la comisión de Salud de la Cámara de Diputados 
En diciembre de 1993 fue reelecto para el siguiente período, de 1994 a 1998. Se incorporó a las comisiones de Obras Públicas, Transportes, Telecomunicaciones y Salud. 
Luego de terminada su labor de diputado, retoma su actividad profesional y continúa participando activamente en política, siendo miembro de la Dirección Nacional del Partido Socialista de Chile. En 1999 asume la coordinación en Ñuble de la campaña del expresidente Ricardo Lagos, asimismo participa en el comando de la campaña que lleva a la presidencia a Michelle Bachelet.

## Familia
Hijo del emigrante catalán José Tohá Soldavilla y de Brunilda González Monteagudo. 
Sus hermanos son José Tohá, exministro de Allende, y Jaime Tohá, exministro y embajador en Cuba. 
Se casó con María Angélica Veloso y tuvo tres hijas y un hijo. Una de ellas, María Soledad Tohá, fue nombrada en marzo de 2006 por la presidenta Bachelet como intendenta de la VIII Región del Biobío.

## Historial electoral

### Elecciones parlamentarias de 1989
- Elecciones parlamentarias de 1989 a Diputado por el Distrito 41 (Chillán, Chillán Viejo, Coihueco, El Carmen, Pemuco, Pinto, San Ignacio y Yungay)[1]

### Elecciones parlamentarias de 1993
- Elecciones parlamentarias de 1993 a Diputado por el Distrito 41 (Chillán, Chillán Viejo, Coihueco, El Carmen, Pemuco, Pinto, San Ignacio y Yungay)[2]

### Elecciones parlamentarias de 2001
- Elecciones parlamentarias de 2001 a Diputado por el Distrito 41 (Chillán, Chillán Viejo, Coihueco, El Carmen, Pemuco, Pinto, San Ignacio y Yungay)[3]